# Wildwestroman
Der Wildwestroman (Westernroman, Wildwester) ist ein Genre der Unterhaltungsliteratur, das zumeist im „Wilden Westen“ der USA spielt. Er hat einen Ursprung in den amerikanischen Dime Novels des 19. Jahrhunderts und geht außerdem auf den europäischen Abenteuerroman zurück.
Die Bezeichnung „Wildwester“ war vor allem in den 1950er Jahren als Bezeichnung für Westernbücher, -romanhefte und -filme gebräuchlich.

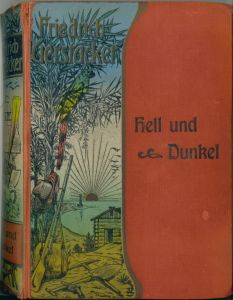
GERSTÄCKER, Hell und Dunkel (Verlag: Neufeld & Henius, um 1900)

## Entwicklung
Die Geschichte des Wildwestromans setzt ein mit James Fenimore Coopers „Leatherstocking Tales“, die zwischen 1823 und 1841 veröffentlicht wurden und bald danach in der deutschen Übersetzung „Lederstrumpf-Geschichten“ erschienen sind. Im 19. Jahrhundert griffen dann auch deutschsprachige Autoren, wie Charles Sealsfield, Friedrich Gerstäcker oder Balduin Möllhausen die Amerika-Thematik auf und beschrieben in ihren Romanen und Erzählungen das Leben an der amerikanischen Frontier. Ihre Werke, ursprünglich für ein erwachsenes Publikum bestimmt, wurden von den Lesern gut aufgenommen und fanden zahlreiche Nachahmer, darunter Karl May. Viele Texte wurden für Jugendliche bearbeitet. Auch die auf Kinder- und Jugendliteratur spezialisierten Autoren der zweiten Hälfte des 19. Jahrhunderts erzählten immer wieder von Indianern und Trappern. Neben aufwändig gestalteten Buchausgaben (z. B. von Franz Treller oder Sophie Wörishöffer) waren Indianerabenteuer in zahlreichen billigen Buch- und Heftreihen populär.
Schon ab dem späten 19. Jahrhundert wurde die Pionierzeit als „Wilder Westen“ verklärt und romantisiert. Vorreiter waren dabei vor allem die Groschenhefte (Dime Novels) über „Buffalo Bill“ von Ned Buntline seit den 1870er Jahren („Buffalo Bill Cody – König der Grenzer“). Insbesondere in der Trivialliteratur und der Filmindustrie waren Darstellungen des „Wilden Westen“ populär. Die sich bildenden noch heute gültigen Klischees wurden weiter gepflegt und u. a. von Stuart N. Lake 1931 mit „Frontier Marshal“, einer Biografie über Wyatt Earp, weiter untermauert.
In Deutschland wurden diese Groschenromane seit dem frühen 20. Jahrhundert adaptiert. Es erschienen Geschichten aus dem Wilden Westen in zahlreichen Romanheftreihen nach amerikanischem Vorbild (wie z. B. Buffalo Bill, Texas Jack oder Lassiter) in deutscher Sprache.
Im Verlauf des 20. Jahrhunderts wurden Wildwestromane zumeist als Romanhefte (Heftromane), Leihbücher und in den Jahrzehnten nach dem Zweiten Weltkrieg auch als Taschenbücher veröffentlicht. Zum Teil handelte es sich hierbei um Übersetzungen aus dem Englischen, überwiegend wurden diese Romane jedoch von deutschen Autoren – meist unter Pseudonymen – verfasst, wobei sich die deutschen Autoren des 20. Jahrhunderts oftmals stark an US-amerikanischen Vorbildern orientierten. Gegenwärtig (2015) erscheinen Western in Deutschland fast nur noch als triviale Romanhefte.

## Themen
Wildwestromane spielen vor dem Hintergrund der Geschichte der US-amerikanischen Pionierzeit, bzw. des so genannten Wilden Westens. Handlungsmäßig führen die meisten Western in die Zeit zwischen Ende des Amerikanischen Bürgerkriegs und Ende der 1880er Jahre. Typische Themen sind die Cowboys und Viehtriebe, die Auseinandersetzungen zwischen Weißen und Indianern oder die Durchsetzung von Gesetz und Zivilisation im Westen. Frank Gruber nennt folgende grundlegende Handlungsmuster, wobei er einige Aspekte vernachlässigt:
- Die Union Pacific Story (Bau der Eisenbahnen),
- die Ranch Story (Leben auf einer Ranch, Cowboys, Viehzucht, Weidekrieg),
- die Empire Story (Leben auf einer Großranch, Weidekrieg),
- die Revenge Story (Rache für erlittenes Unrecht),
- Custer's Last Stand (Kavallerie, Indianerkriege),
- die Outlaw Story (Berühmte Gesetzlose und Verbrecher) und
- die Marshal's Story (Sheriff, Marshal und Towntamer).

Ergänzen könnte man hier z. B. noch Geschichten über Trapper und Mountain Men oder Texte, die sich mit dem Goldrausch und dem Bergbau auseinandersetzen.

## Bekannte Autoren

### Englischsprachige Autoren
- Henry Wilson Allen (Pseudonyme: Clay Fisher, Will Henry)
- Willis Todhunter Ballard
- Ned Buntline
- James Fenimore Cooper
- James Oliver Curwood
- Edward Sylvester Ellis
- Loren D. Estleman
- Frederick Schiller Faust (Pseudonym: Max Brand)
- Zane Grey
- Ernest Haycox
- Washington Irving
- Elmer Kelton
- Stuart N. Lake
- Louis L’Amour
- Elmore Leonard
- George Lippard
- Jack London
- William McLeod Raine
- Larry McMurtry
- Wayne D. Overholser
- Lewis B. Patten
- Charles Alden Seltzer
- Gordon D. Shirreffs
- Luke Short
- Glendon Swarthout
- Owen Wister

### Deutschsprachige Autoren
- Günther Bajog ist auch Bill Murphy, Dan Ferguson, Bill Shannon, William O’Connor
- Gerhard Friedrich Basner ist auch G. F. Barner, G. F. Waco, G. F. Wego, Howard Duff
- Bernhard Bömke ist auch King Keen, Larry Lash
- Kurt Brand (Western-Pseudonyme: Buster Brack, Buster Braek, Conny Cuba, Jack Hodder (VP), Garry Jack, Jack Morton (VP), Cherry Moss, Pit Peters, Lex Porter, John Rifle, Ted Scout John Texas, Kay Turk)
- Albert Karl Burmester ist auch Geo Barring, Axel Berger, Hans Lander, Alex Reberg
- Rainer Delfs ist auch John Kirby (SP), John Miles (SP), Matt Brown, Clint Joscelyn
- Werner Dietsch ist auch Pat Anderson, Lee Carson, Glenn Patton, Glenn Stirling (VP)
- Peter Dubina ist auch R. F. Garner, Pete Burnett, John Kirby (SP)
- Jürgen Duensing ist auch Frank Callahan
- Werner J. Egli ist auch Robert Ullman, R. S. Field, Jefferson Parker, Lee Roy Jordan, Glenn Patton
- Friedrich Gerstäcker
- Hans-Hugo Grossmann ist auch Lex Lane (VP)
- Peter Haberl ist auch William Scott, Pete Hackett
- Dieter Hauschild ist auch Adam Cooper (VP), Ward Bros (VP), Jack Morris (VP), Hondo Latimer (VP) und Ringo Hurricane (VP)
- Thomas Jeier ist auch Mark L. Wood
- Joe Juhnke
- Albrecht Peter Kann ist auch Peter Altenburg, Al Cann, Tom Chester, Jack Farland, Peter Kann, Johnny Kent, William Mark, Frank Laramy, Tex Williams
- Konrad Kölbl Conny-Cöll-Reihe 90 Titel 1951 bis 1960, Conny Cöll-Verlag München
- Joseph Kratochwil ist auch Lex Lane (VP)
- Dietmar Kügler ist auch John Gilmoor, John Grey (o. a. John Gray)
- Anton Maly
- Karl May
- Balduin Möllhausen
- H. C. Nagel ist auch Steve C. Harding, H. C. Hollister, O. W. Krüger, Ringo Traft
- Otto Neitsch ist auch Frank Sander
- James Overlack ist auch Hans Haller
- Georg Polomski ist auch Lex Porter (VP)
- Joachim Heinr. Rennau ist auch Rolf Randall
- Charles Sealsfield
- Heinz-Josef Stammel ist auch Robert S. Field, Jim Kellog (VP), R. Ullman
- Rolf Steimke ist R. S. Stone
- Gert Fritz Unger ist auch G. F. Bucket, Ted Milton, A. F. Peters, Broderick M. Old
- Alfred Wallon
- Liselotte Welskopf-Henrich
- Leslie West
- Uwe Hans Wilken ist auch U. H. Wilken, Les Willcox
- Michael Sonntag (auch unter Pseudonym Michael Harte)